# Grete Thiele
Pour les articles homonymes, voir Thiele.
Grete Thiele (Bottrop, 16 décembre 1913 - Solingen, 29 décembre 1993) est une femme politique, employée de bureau et journaliste allemande. 

## Biographie
Fille d'un mineur social-démocrate, élu municipal, elle exerce l'activité professionnelle d'employée de bureau. En parallèle, elle adhère en 1928 à la Jeunesse ouvrière socialiste (Sozialistische Arbeiter-Jugend) de Wuppertal. Elle en devient rapidement secrétaire et adhère au SPD de 1932 à 1945. La police national-socialiste l'arrête en 1933 et en 1936, cette dernière interpellation se muant en condamnation à trois ans et demi d'internement en maison de correction. Libérée en 1940, elle prend contact avec la résistance communiste allemande et agit en son sein.
Mariée et mère d'un garçon, elle se sépare de son partenaire pendant la seconde guerre mondiale.
A la Libération, elle adhère au Parti communiste allemand, sous les couleurs duquel elle est élue au conseil municipal de Wuppertal. Elle est ensuite élue députée au Landtag de Rhénanie du Nord - Westphalie, entre 1947 et 1949, avant d'accéder au premier Bundestag d'après-guerre comme députée fédérale en 1949. Cependant, en 1953, l'échec du KPD à réitérer sa percée électorale et son maintien sous la barre des 5 % provoquent la levée de l'immunité des élus sortants et une tentative d'incarcérer Grete Thiele. Elle est déchue de ses droits civiques et recherchée par les autorités ouest-allemandes durant 14 ans. Face à la condamnation, elle opte pour la clandestinité, renforcée par l'interdiction du KPD et les mesures d'exception qui frappent ses adhérents en 1956. Elle rejoint alors comme rédactrice le Deutsche Freiheitssender 904, qui émet depuis Magdeburg (en RDA) des informations communistes à destination de la RFA. Elle participe en 1968 à la création du DKP ouest-allemand.